# Al-Anfal

Al-Anfal w kaligrafii arabskiej

Al-Anfal (arab. ‏سورة الأنفا‎) – ósma sura Koranu. Jest to sura medyńska, objawiona po bitwie pod Badr w 624 roku n.e. (2 roku hidżry). Tworzy parę z następną surą, At-Tauba.

## Treść
Sura opisuje bitwę pod Badr, stwierdzając, że Allah pomógł wiernym pokonać nieprzyjaciół, mimo że mieli oni przewagę liczebną i dowodził nimi Amr ibn Hiszam zwany Szatanem ze względu na swoją zajadłą nienawiść wobec muzułmanów:
Gdyście wzywali pomocy Najwyższego, odpowiedział wam: Poślę dla was w pomoc tysiące aniołów.
Sura mówi również, że Mahomet i Jego towarzysze nie ponoszą winy za śmierć poległych mekkańczyków, ponieważ ich śmierć była zasłużona:
Nie wy ich pozabijaliście, oni padli od miecza Wszechmocnego. Nie ty [Muhammadzie], uderzyłeś na nich.
Koran zabrania muzułmanom walki dla korzyści materialnych, lecz nakazuje walkę w obronie religii. Zdobyte na wojnie łupy muszą być wykorzystane w szczytnym celu:
Pamiętajciel że piątą część łupów, winni jesteście Bogu, Prorokowi, rodzicom, krewnym, sierotom, podróżującym i ubogim. (8:42)...wy skarbów doczesnych żądacie, a Bóg chce wam dać skarby wieczne, bo jest potężny i mądry.(8:68)
Sura mówi także, że Allah kocha ludzi walecznych i odważnych, a nienawidzi zdrajców i kłamców.